# Flateyjarbók

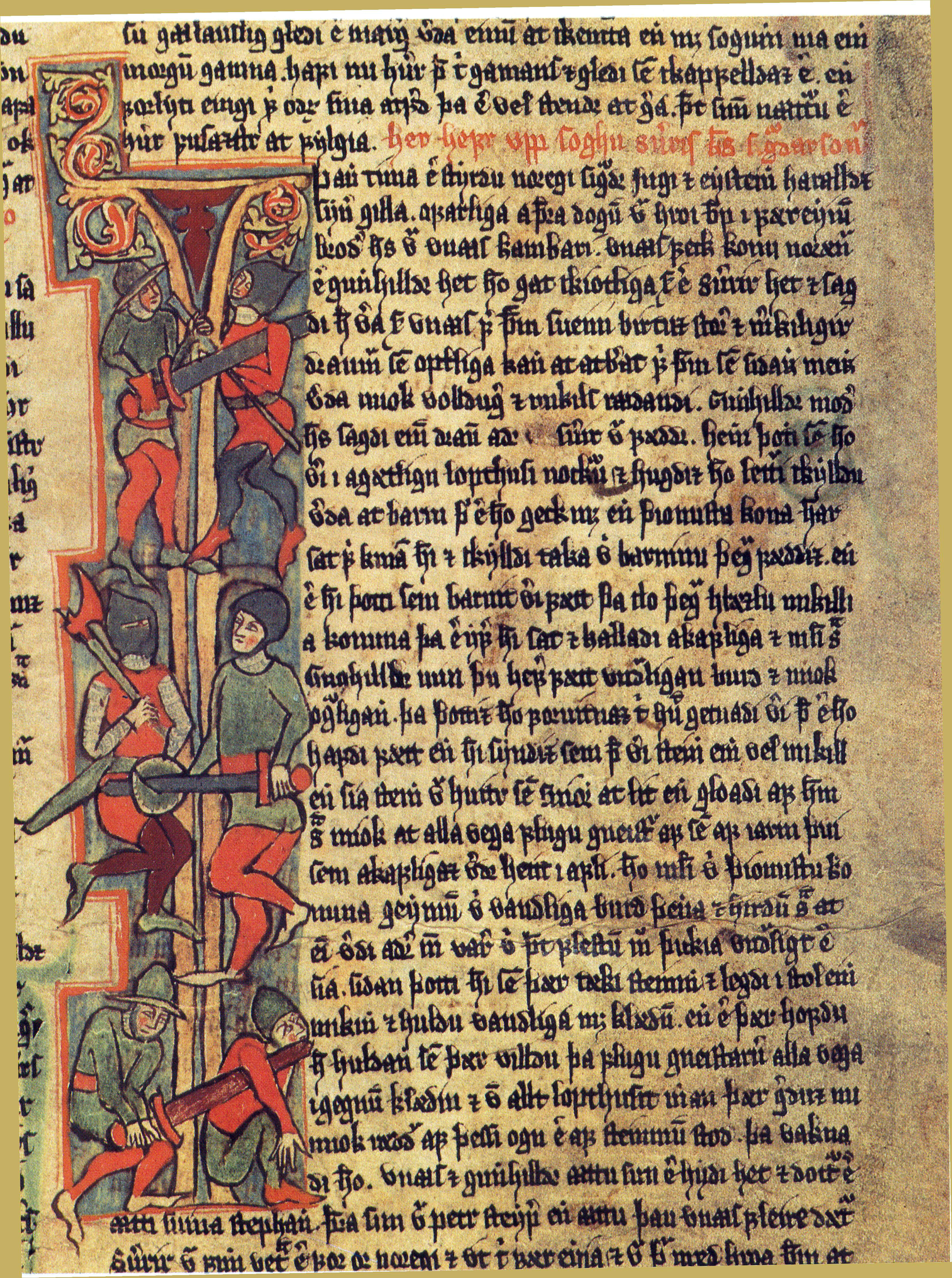
Jedna ze stron rękopisu

Flateyjarbók (łac. Codex Flateyensis) – średniowieczny islandzki manuskrypt zawierający teksty skandynawskich sag i poematów. Powstał prawdopodobnie w latach 1387-1394 na północy Islandii.

## Historia
Na stronie tytułowej znajduje się informacja, że manuskrypt pierwotnie należał do Johna Haconssona, dla którego został napisany przez dwóch duchownych: Johna Thordssona i Magnusa Thorhallssona. Nie ma natomiast żadnej wzmianki o tym, kiedy zaczęto go pisać, choć jego główna część została ukończona prawdopodobnie w 1387 roku. Później dołączano do niego kolejne części. Nie wiadomo w czyim posiadaniu był do końca XV wieku, ale wtedy też dodano do niego nowe wątki i wypełniono luki historyczne rękopisu.
W 1651 roku biskup Brynjólfur Sveinsson, za przyzwoleniem duńskiego króla Fryderyka III, poprosił wszystkich mieszkańców Islandii, którzy posiadali stare rękopisy o zwrócenie ich królowi. W zamian za dostarczenie oryginałów lub kopii mieli otrzymać podarunek albo pieniądze. Flateyjarbók był wówczas w posiadaniu Jona Finnssona mieszkającego na wyspie Flatey na zachodnim wybrzeżu Islandii. Początkowo odmówił on oddania cennego spadku, który odziedziczył po ojcu i nawet osobista wizyta biskupa, który zaoferował mu spory kawałek ziemi nie przekonała go. Jednak, gdy tylko biskup wyjechał Finnsson zmienił zdanie i oddał manuskrypt.
Biskup Sveinsson przekazał go w 1656 roku jako dar królowi Fryderykowi, po czym trafił on do Królewskiej Biblioteki w Kopenhadze. W 1971 roku księga razem z Codexem Regius powróciła na Islandię jako islandzki skarb narodowy i została umieszczona w Stofnun Árna Magnússonar í íslenskum fræðum (Instytucie Árniego Magnússona).

## Zawartość

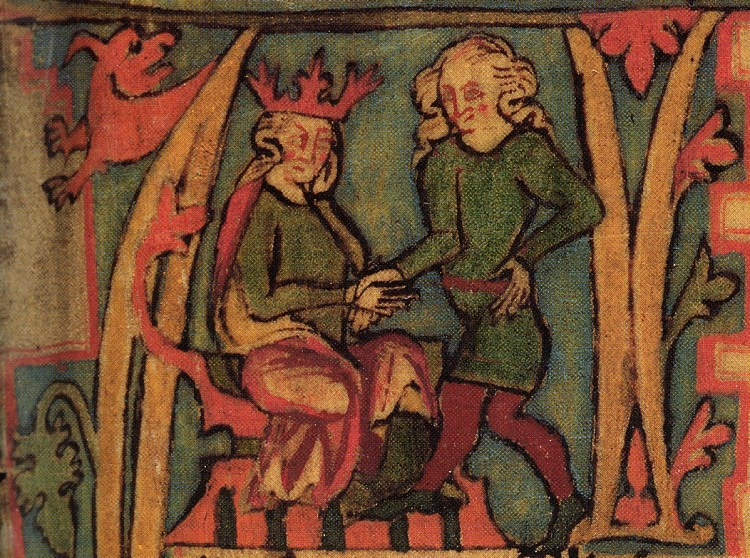
Ilustracja z manuskryptu przedstawiająca króla Haralda I Pięknowłosego i jego ojca

Manuskrypt zawiera głównie sagi o królach norweskich, które można znaleźć także w staronordyckim rękopisie Heimskringla. Jednakże w Flateyjarbóku są one znacznie bardziej rozbudowane, często o wątki, które nie pojawiają się nigdzie indziej. Rękopis zawiera także jedyną kopię wiersza Hyndluljóð, unikatowy zbiór kronik, liczne krótkie opowieści, takie jak Nornagests þáttr. Ponadto w manuskrypcie znajdują się islandzkie wersje Sagi o Orkadach i Sagi o Wyspach Owczych oraz rozprawa O powstaniu Norwegii i regestry genealogiczne. Wśród innych szczególnie ważnych dzieł jest Saga o Grenlandczykach opisująca kolonizację Grenlandii przez Eryka Rudego oraz późniejsze wyprawy na zachód prowadzone przez jego dzieci i Thorfinna Karlsefni. Wraz z Sagą o Eryku Rudym jest jednym z dwóch najważniejszych źródeł informacji o nordyckich wyprawach do Ameryki Północnej.
Flateyjarbók zawiera nie tylko barwne i unikatowe teksty ale także bogate ilustracje stworzone przez Magnusa Thorhallssona. Większość z nich przedstawia wymyślone, często okropne stworzenia lub potwory umieszczone na marginesie, które nie są powiązane z tekstem. Prawdopodobnie zwierzęta te należy rozpatrywać w kontekście historycznym i kulturalnym.
Ponieważ Islandczycy wywodzą się z kultury wikingów, która w owym czasie zdominowała podróże morskie, na wielu ilustracjach znajdują się rysunki symbolizujące statki (zwykle jest to jakieś zwierzę np. koń, wół lub jeleń). Nie brak także ilustracji przedstawiających potęgę morza, którą symbolizuje troll lub bogini morska, podczas gdy statek, w tym kontekście jest pokazany jako zdobycz.